# مریم سالور
مریم سالور (۱۳۳۳ - تهران) سفالگر، سرامیست، نقاش و مجسمه ساز اهل ایران است.

## زندگی‌نامه
مریم سالور در سال ۱۳۳۳ در محله تجریش تهران در خانواده ای هنردوست متولد شد. وی دوران نوجوانی و تحصیلات ابتدایی و متوسطه را در مدارس شمیران سپری کرده و در سال ۱۳۵۳ جهت ادامه تحصیل به انگلستان و سپس فرانسه مهاجرت می‌کند. وی در سال ۱۳۵۹ در رشته کامپیوتر از مدرسه عالی انفورماتیک پاریس فارغ‌التحصیل شده و در همان سال در موسسه انتشاراتی لبنانی-فرانسوی "خیاط" مشغول به کار می‌شود. او در آنجا مسئولیت خطاطی و ویراستاری متون چاپی برای کشورهای اسلامی را عهده‌دار می‌گردد و به گفته وی مجموعه ای کاریست که او را دوباره با دنیای هنر وصل می‌کند، دنیایی که بعد از دوران نوجوانی از آن فاصله گرفته است. وی در همان سالها با مدرسه سرامیک و مجسمه سازی استاد "ساوینی" در پاریس آشنا شده و فراگیری تکنیک سفال و سرامیک را آغاز می‌نماید. سالور در سال ۱۳۶۵ به ایران بازگشته و کارگاه شخصی سفال و سرامیک خود را بنیان می‌نهد. او در بهار سال ۱۳۶۶ نخستین نمایشگاه انفرادی خود را در آتلیه شخصی‌اش برگزار می‌کند.

## فعالیت ها
مریم سالور تا کنون بیش از ۲۴ نمایشگاه انفرادی در ایران، امریکا، سوئیس، انگلیس و بیش از ۲۳ نمایشگاه گروهی در ایران، دوبی، ونزوئلا، آلمان، فرانسه و امریکا برگزار نموده است.
مریم سالور علاوه بر فعالیت هنری به نقد و بررسی آثار هنرمندان ایرانی و خارجی در داخل و خارج کشور پرداخته است. وی همچنین دبیر هشتمین دوسالانهٔ سفال، سرامیک و آبگینهٔ معاصر ایران در سال ۱۳۸۵ بوده است.